# 唉，卡藍芭！
唉，卡藍芭！（西班牙語：¡Ay, caramba!；發音：[ˈaj kaˈɾamba]）是西班牙文（表示驚訝或痛苦）跟（詛咒、或髒話）的組合，用於表示驚訝，也是佛朗明哥中的一種喝采聲。

## 文學跟藝術
這個詞也是一位在1780年代於馬德里活動的佛朗明哥舞者兼歌手的藝名「La Caramba」，她色彩鮮豔的頭飾後來也被稱為「卡藍芭」。
在赫爾曼·梅爾維爾的小說《白鯨記》裡面，一名叫Cabaco的水手用此作為詛咒的詞。
「唉，卡藍芭！」是美國動畫情境喜劇《辛普森一家》中虛構人物巴特·辛普森 (由南希·卡特赖特配音) 的口頭禪，亦令此讓短語流行起來。他第一次說出這句話是在1988年的短片《藝術博物館》中。自此，他在整部動畫片中都反複使用這句口頭禪。